# آدم بد (ترانه بیلی آیلیش)
«آدم بد» (به انگلیسی: Bad Guy، بد گای) ترانه‌ای ضبط‌شده از خواننده آمریکایی بیلی آیلیش است. این ترانه در ۲۹ مارس ۲۰۱۹ به‌عنوان پنجمین تک‌آهنگ از اولین آلبوم استودیویی آیلیش، وقتی همه می‌خوابیم، کجا می‌ریم؟ (۲۰۱۹) توسط دارک‌روم و اینترسکوپ رکوردز منتشر شد. آیلیش و برادرش فینیاس اوکانل این ترانه را سروده و ضبط کردند. این ترانه برنده جایزه گرمی بهترین ضبط سال در سال ۲۰۲۰ است.
«آدم بد» به صورت ترکیبی از الکتروپاپ، دنس پاپ، ترپ، گوتیک راک و پاپ توصیف شده‌است. آیلیش در این آهنگ، به معشوقه خود به دلیل اینکه آدم بدی است، طعنه می‌زند و نشان می‌دهد او از مقاومت زیادی برخوردار است؛ وی همچنین در این ترانه به مضامین مربوط به مردبیزاری نیز می‌پردازد.